# Comarche della Spagna

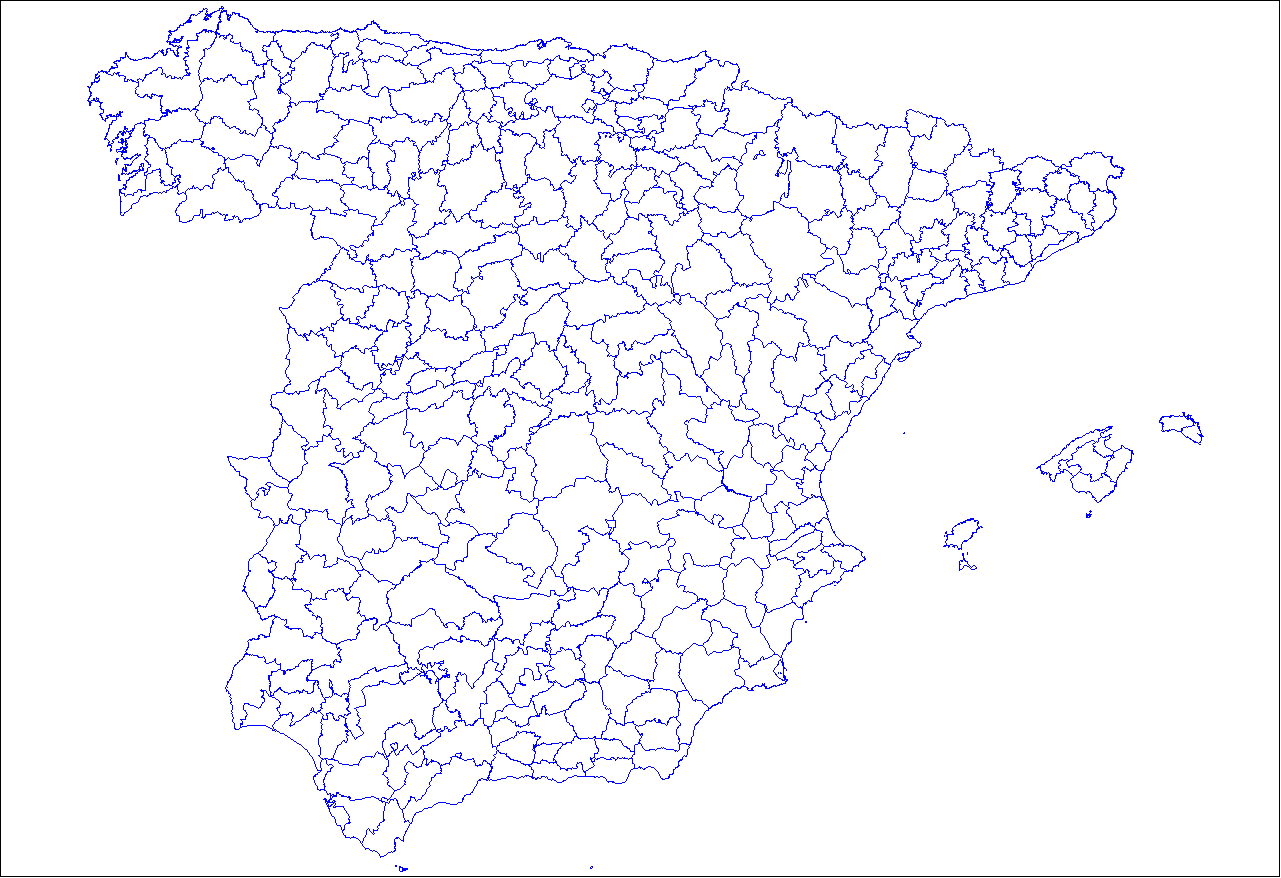
Comarche della Spagna

Le comarche della Spagna (in spagnolo e galiziano comarcas, in catalano comarques, in basco eskualduak) sono una suddivisione storica delle province e, in alcune comunità autonome, quali la Catalogna, rappresentano altresì una suddivisione amministrativa.

## Le comarche nelle comunità autonome della Spagna
Attualmente, in Spagna, per comarca si intende una divisione del territorio che comprende vari municipi. I suoi confini tendono a coincidere con quelli di una regione naturale che sia omogenea dal punto di vista delle caratteristiche determinanti il paesaggio geografico:
- fisiche: orografiche, idrografiche, climatiche, vegetazione, suolo;
- umane: demografiche, economiche, urbanistiche;
- storiche.

Ogni comarca ha un luogo, un punto geografico centrale intorno al quale si trova il suo territorio. Questo punto è facilmente identificabile per la presenza di un elemento o un carattere che darà poi il nome alla comarca. Può essere una fonte, un fiume, una casa, un valico, un passaggio su un corso d'acqua. Può anche essere un evento storico che ne ha caratterizzato il territorio nella memoria storica. In alcuni casi, però, la denominazione è così antica che le sue origini non sono più chiare. Alcuni esempi:
- las Cabañeras (da tierras cada añeras, che si coltivano ogni anno, cada año, senza maggese);
- los Monegros (i Monti Neri);
- la valle del fiume Deba, dalla fonte alla foce, è divisa in due comarche, l'Alto e il Basso Deba (in basco Debagoiena e Debabarrena, in spagnolo Alto Deva e Bajo Deva). Seguono il corso del fiume e i limiti della valle, nella sua parte più alta e in quella più vicina alla foce.

Le comarche spagnole comprendono i territori di diversi municipi, e in alcuni casi sono vere e proprie entità amministrative, come le province e le regioni. Nulla vieta tuttavia che una comarca possa includere territori di municipi appartenenti a province diverse, ponendosi dunque come un ente alternativo alle province stesse, retto da un consiglio comarchiale di secondo grado eletto e composto dai consiglieri comunali dell'ambito territoriale.
Poiché il criterio principale è l'omogeneità del territorio, troveremo comarche montane estese per qualche decina di km² e comarche in pianura di centinaia o migliaia di km².
- Andalusia: suddivisa in 8 province.
- Aragona: suddivisa in 33 comarche (redoladas) nelle tre province.
- Asturie: uniprovinciale, suddivisa in 8 comarche (cotarros). Vedi anche Comuni della provincia delle Asturie).
- Canarie: suddivisa in due province.
- Cantabria: uniprovinciale; suddivisa in 7 comarche amministrative istituite dal 1999, che non coprono l'intero territorio della regione. Esistono inoltre comarche naturali e storiche senza valore amministrativo.
- Castiglia-La Mancia: suddivisa in cinque province.
- Castiglia e León: suddivisa in nove province, solo in parte suddivise in comarche.
- Catalogna: suddivisa attualmente in 41 comarche (comarques) nelle quattro province. Una di esse, il Barcellonese, svolge l'importante ruolo di area metropolitana del capoluogo.
- Comunità Valenciana: suddivisa in 34 comarche (comarques) nelle tre province, istituite nel 1989 con il nome ufficiale di "Delimitacions territorials homologades de 2ª categoria".
- Estremadura: suddivisa in 24 comarche.
- Galizia: suddivisa in 53 comarche.
- Isole Baleari: uniprovinciale, ma suddivisa in tre "consigli insulari'", di cui quello di Maiorca è suddiviso in comarche non ufficiali.
- La Rioja: uniprovinciale.
- Madrid: suddivisa in 10 comarche, oltre la capitale e la sua area metropolitana.
- Murcia: uniprovinciale, suddivisa in 12 comarche.
- Navarra: uniprovinciale, si suddivide in 5 merindades.
- Paesi Baschi: suddivisa in comarche (eskualdeak in Biscaglia e Gipuzkoa, kuadrillak o cuadrillas in Álava.

## Elenco delle comarche spagnole per ogni comunità autonoma

### Comarche dell'Andalusia

Comarche di Granada

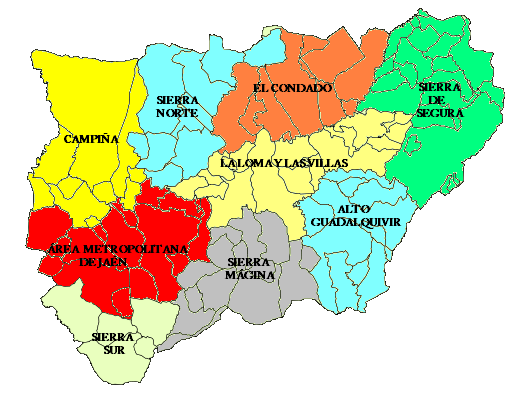
Comarche di Jaén

Comarche della provincia di Almería 
- Almeria
- Alpujarra Almeriense
- Los Filabres - Tabernas
- Levante Almeriense
- Comarca de los Vélez
- Poniente Almeriense
- Valle del Almanzora

 Comarche della provincia di Cadice 
- Bahía de Cádiz
- Campiña de Jerez
- Campo di Gibilterra
- Costa Noroeste
- La Janda
- Sierra de Cádiz

 Comarche delle provincia di Cordova 
- Alto Guadalquivir
- Campiña de Baena
- Campiña Sur
- Cordova
- Los Pedroches
- Subbetica
- Valle del Guadiato
- Valle Medio del Guadalquivir

 Comarche della provincia di Granada 
- Alhama
- Alpujarra Granadina
- Baza
- Costa Granadina
- Guadix
- Huéscar
- Loja
- Los Montes
- Valle de Lecrín
- Vega de Granada

 Comarche della provincia di Huelva 
- Andevalo
- Condado
- Costa Occidental
- Cuenca Minera
- Huelva
- Sierra de Huelva

 Comarche della provincia di Jaén 
- Campiña de Jaén
- Condado
- Jaén
- La Loma
- Las Villas
- Sierra de Cazorla
- Sierra Mágina
- Sierra Morena
- Sierra de Segura
- Sierra Sur

 Comarche della provincia di Malaga 
- Antequera
- Axarquía
- Costa del Sol Occidental
- Guadalteba
- Malaga
- Nororma
- Serranía de Ronda
- Sierra de las Nieves
- Valle del Guadalhorce

 Comarche della provincia di Siviglia 
- Aljarafe
- Bajo Guadalquivir
- Campiña de Carmona
- Campiña de Morón y Marchena
- Écija
- Sierra Norte
- Sierra Sur
- Siviglia
- Vega del Guadalquivir

### Comarche delle Asturie

Cartina delle comarche delle Asturie (cotarros)

- Avilés
- Caudal
- Eo-Navia
- Gijón
- Nalón
- Narcea
- Oriente
- Oviedo

### Comarche delle isole Baleari

Cartina delle comarche di Maiorca

- Llevant
- Migjorn
- Palma di Maiorca
- Pla de Mallorca
- Raiguer
- Sierra de Tramontana

### Comarche dei Paesi Baschi
Comarche (cuadrillas, kuadrillak) della provincia di Álava 
- Cuadrilla de Añana
- Cuadrilla de Ayala
- Cuadrilla de Salvatierra
- Cuadrilla de Vitoria
- Cuadrilla de Zuia
- Campezo-Montaña Alavesa
- Laguardia-Rioja Alavesa

 Comarche (eskualdeak) della provincia di Biscaglia 
- Arratia-Nerbioi
- Busturialdea
- Durangaldea
- Enkarterri
- Gran Bilbao
- Lea-Artibai
- Uribe

 Comarche (eskualdeak) della provincia di Gipuzkoa 
- Bidasoa-Txingudi
- Debabarrena
- Debagoiena
- Goierri
- Donostialdea
- Tolosaldea
- Urola Kosta

### Comarche delle isole Canarie
Comarche della provincia di Las Palmas 
- Fuerteventura
- Lanzarote
- Las Palmas

 Comarche della provincia di Santa Cruz de Tenerife 
- El Hierro
- La Gomera
- La Palma
- Tenerife
  - Valle de Güímar
  - Valle de la Orotava
  - Icod
  - Daute Isla Baja
  - Isora-Teno
  - Tenerife Sur (Adeje-Arona)
  - Tenerife Sur (Granadilla-Arico)
  - Acentejo
  - Metropolitana-Anaga

### Comarche di Cantabria
- Asón-Agüera
- Santander
- Besaya
- Campoo-Los Valles
- Costa Occidental
- Costa Oriental
- Liébana
- Saja-Nansa
- Trasmiera
- Valles Pasiegos

### Comarche della Catalogna
Comarche della provincia di Barcellona 
- Alt Penedès
- Anoia
- Bages
- Baix Llobregat
- Barcelonès
- Berguedà
- Garraf
- Maresme
- Osona
- Vallès Occidental
- Vallès Oriental

 Comarche della provincia di Girona 
- Alt Empordà
- Baix Empordà
- Baixa Cerdanya
- Garrotxa
- Gironès
- Pla de l'Estany
- Ripollès
- Selva

 Comarche della provincia di Lleida 
- Alt Urgell
- Alta Ribagorça
- Garrigues
- Noguera
- Pallars Jussà
- Pallars Sobirà
- Pla d'Urgell
- Segarra
- Segrià
- Solsonès
- Urgell
- Val d'Aran

 Comarche della provincia di Tarragona 
- Alt Camp
- Baix Camp
- Baix Ebre
- Baix Penedès
- Conca de Barberà
- Montsià
- Priorat
- Ribera d'Ebre
- Tarragonès
- Terra Alta

### Comarche di Castiglia-La Mancia
Comarche della provincia di Albacete 
- Albacete
- Campos de Hellín
- La Mancha del Júcar-Centro
- La Manchuela
- Monte Ibérico-Corredor de Almansa
- Sierra de Alcaraz y Campo de Montiel
- Sierra del Segura

 Comarche della provincia di Ciudad Real 
- Calatrava
- Campo de Montiel
- La Mancha
- Montes
- Sierra Morena
- Valle de Alcudia

 Comarche della provincia di Cuenca 
- Alcarria
- La Mancha
- La Manchuela
- Serranía Alta
- Serranía Media-Campichuelo y Serranía Baja

 Comarche della provincia di Guadalajara 
- Alcarria
- Campiña
- Serranía
- Señorío de Molina

 Comarche della provincia di Toledo 
- La Campana de Oropesa
- La Jara
- La Mancha de Toledo
- Mesa de Ocaña
- La Sagra
- Montes de Toledo
- Sierra de San Vicente
- Talavera
- Toledo
- Torrijos

### Comarche di Castiglia e León
Comarche della Provincia di Avila 
- Arenas de San Pedro
- El Barco de Ávila-Piedrahíta
- Valle del Tiétar
- La Moraña

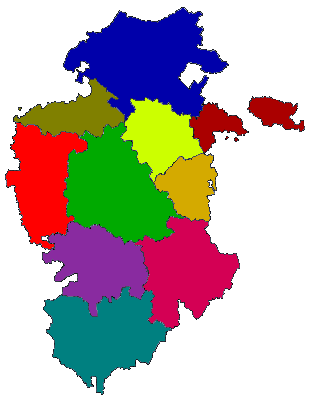
Cartina delle comarche di Burgos.
Merindades
La Bureba
Ebro
Sedano y Las Loras
Odra-Pisuerga
Burgos
Montes de Oca
Arlanza
Sierra de la Demanda
Ribera del Duero

 Comarche della provincia di Burgos 
     Merindades
     La Bureba
     Ebro
     Sedano y Las Loras
     Odra-Pisuerga
     Burgos
     Montes de Oca
     Arlanza
     Sierra de la Demanda
     Ribera del Duero
- Alfoz de Burgos
- Arlanza
- Ebro
- La Bureba
- La Lora
- Merindades
- Montes de Oca
- Odra-Pisuerga
- Páramos
- Sierra de la Demanda

Comarche della provincia di León
- Tierra de Campos
- Tierra de La Bañeza
- El Bierzo
- El Páramo
- Laciana
- Maragatería
- Babia
- La Cepeda
- La Valduerna
- Ribera del Órbigo
- Comarca de la Cabrera
- La Valdería
- Tierra de la Reina
- Somiedo
- Vega del Esla
- La Sobarriba
- Omaña
- Luna
- Los Argüellos
- Ordás
- Curueño
- Alfoz de León
- La Tercia del Camino

Comarche della provincia di Palencia
- Tierra de Campos
- El Cerrato palentino
- Brezo
- Alto Carrión
- Montaña Palentina
- Campoo
- Carrión
- La Ojeda
- Vega-Valdavia

Comarche della provincia di Salamanca
- El Abadengo
- La Ribera
- Tierra de Alba
- La Armuña
- Tierra de Peñaranda
- Sierra de Bejar
- Sierra de Francia
- Tierra de Ledesma
- Tierra de Vitigudino

Comarche della provincia di Segovia
- Ayllón
- Carbonero el Mayor
- Comunidad de Villa y Tierra de Pedraza
- Comunidad de Villa y Tierra de Sepúlveda
- El Espinar
- Santa Maria La Real de Nieva
- Segovia y su Alfoz
- Tierra de Pinares

Comarche della provincia di Soria
- Comarca de Pinares
- Tierras Altas
- Tierras del Burgo
- Comarca de Soria
- Campo de Gómara
- Comarca de Almazán
- Tierra de Ágreda
- Tierra de Medinaceli

Comarche della provincia di Valladolid
- Tierra de Campos
- Páramos del Esgueva
- Tierra de Pinares
- Campo de Peñafiel
- Campiña del Pisuerga
- Tierra de Medina

Comarche della provincia di Zamora
- Sanabria
- La Carballeda
- Tierra de Campos
- Aliste
- Tábara
- Alba
- Benavente y Los Valles
- Tierra del Pan
- Alfoz de Toro
- Sayago
- Tierra del Vino
- La Guareña

### Comarche di Estremadura
Comarche della provincia di Badajoz 
- Campiña Sur
- La Serena
- La Siberia
- Las Vegas Altas
- Llanos de Olivenza
- Sierra Suroeste
- Tentudía
- Tierra de Mérida - Vegas Bajas
- Tierra de Badajoz
- Tierra de Barros
- Zafra - Río Bodión

 Comarche della provincia di Cáceres 
- Campo Arañuelo
- Llanos de Cáceres
- La Vera
- Las Hurdes
- Las Villuercas
- Los Ibores
- Sierra de Gata
- Tierra de Alcántara
- Tierra de Trujillo
- Tierras de Granadilla
- Vegas del Alagón
- Valencia de Alcántara
- Valle del Ambroz
- Valle del Jerte

### Comarche della Galizia
Comarche della provincia della Coruña 
- Arzúa
- Barbanza
- Betanzos
- Bergantiños
- Eume
- Ferrol
- Finisterre
- La Barcala
- La Coruña
- Muros
- Noya
- O Sar
- Ordes
- Ortegal
- Santiago
- Tierra de Mellid
- Terra de Soneira
- Xallas

 Comarche della provincia di Lugo 
- A Mariña Central
- A Mariña Occidental
- A Mariña Oriental
- A Ulloa
- Chantada
- Fonsagrada
- Lugo
- Los Ancares
- Meira
- Quiroga
- Sarria
- Terra Chá
- Terra de Lemos

 Comarche della provincia di Ourense 
- Allariz-Maceda
- Baixa Limia
- O Carballiño
- A Limia
- Ourense
- O Ribeiro
- Terra de Caldelas
- Terra de Celanova
- Terra de Trives
- Valdeorras
- Verín
- Viana

 Comarche della provincia di Pontevedra 
- A Paradanta
- Caldas
- Deza
- O Baixo Miño
- O Condado
- O Morrazo
- O Salnés
- Pontevedra
- Tabeirós-Terra de Montes
- Vigo

### Comarche di La Rioja
Rioja Alta 
- Comarche della RiojaComarca di Anguiano
- Comarca di Ezcaray
- Comarca di Haro
- Comarca di Nájera

Comarche della Rioja

- Comarca di Santo Domingo de la Calzada
- Camero Nuevo
- La metà occidentale della comarca di Logroño

 Rioja Baja 
- Comarca di Arnedo
- Comarca di Cervera

- Comarca di Calahorra
- Comarca di Alfaro
- Parte orientale della comarca di Logroño
- Camero Viejo

### Comarche di Madrid
- Comarca de Las Vegas
- Comarca Sur
- Corredor del Henares
- Cuenca del Guadarrama
- Cuenca del Henares
- Cuenca Alta del Manzanares
- Cuenca del Medio Jarama
- Madrid
- Sierra Norte
- Sierra Oeste

### Comarche di Murcia

Comarche di Murcia

- Altiplano
- Alto Guadalentín
- Bajo Guadalentín
- Campo de Cartagena
- Huerta de Murcia
- Mar Menor
- Noroeste
- Río Mula
- Oriental
- Valle de Ricote
- Vega Alta del Segura
- Vega Media del Segura

### Comarche della Navarra

Comarche della Navarra

- Auñamendi
- Barranca
- Baztán
- Cinco Villas
- Cuenca de Pamplona
- Norte de Aralar
- Ribera Navarra
- Roncal-Salazar
- Tafalla

### Comarche nella Comunità Valenzana

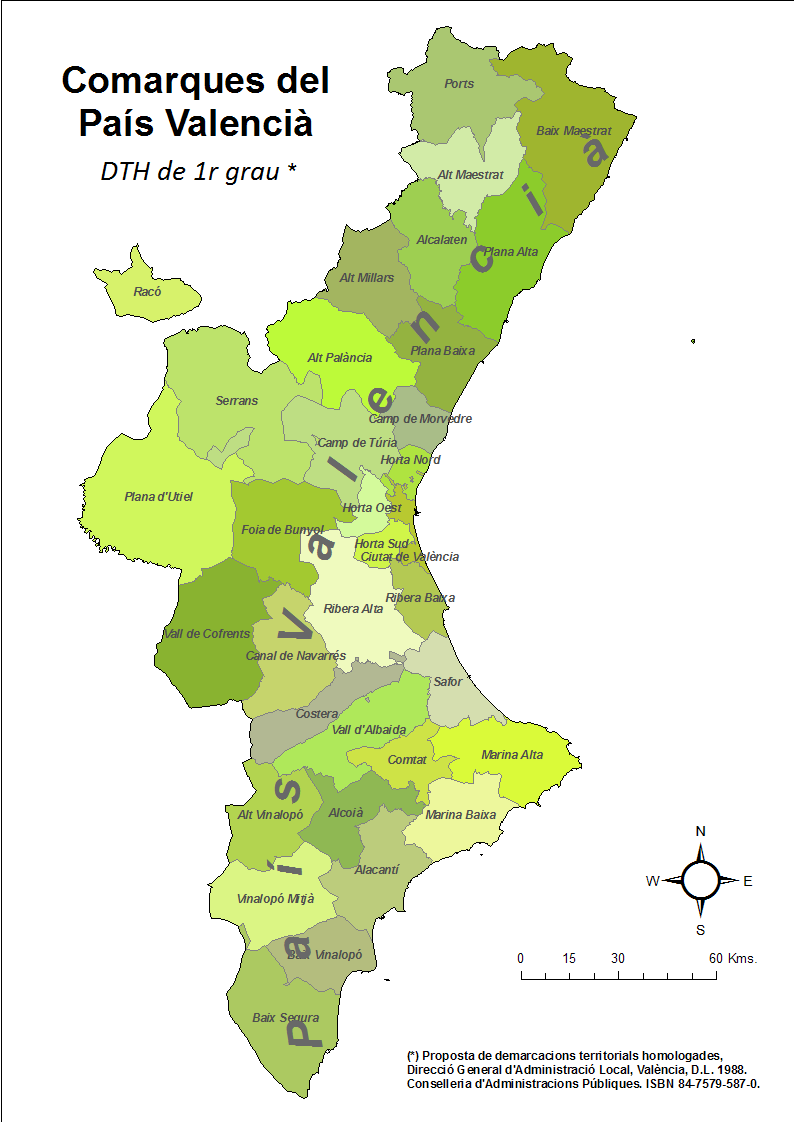
Comarche della Comunità Valenciana

Comarche della provincia di Alicante 
- Alacantí
- Alcoià
- Alto Vinalopó
- Vega Baja del Segura
- Baix Vinalopó
- Comtat
- Marina Alta
- Marina Baixa
- Vinalopó Mitjà

 Comarche della provincia di Valencia 
- Camp de Túria
- Camp de Morvedre
- Canal de Navarrés
- Costera
- Hoya de Buñol
- Horta de València, che si suddivide in:
  - Horta Nord
  - Horta Oest
  - Horta Sud
  - Valencia
- Requena-Utiel
- Rincón de Ademuz
- Ribera Alta
- Ribera Baixa
- Safor
- Serranos
- Vall d'Albaida
- Valle de Cofrentes